# Фигурное катание в СССР

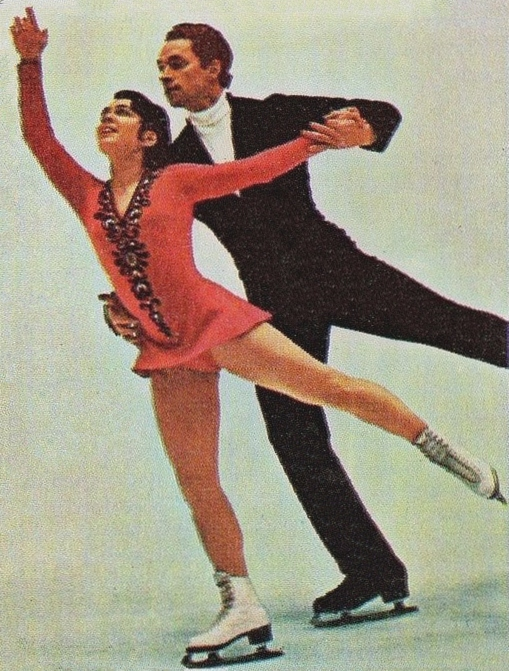
Ирина Роднина и Алексей Уланов — олимпийские чемпионы 1972 года в парном катании

Фигурное катание в СССР развивалось с 1920-х годов и принесло советскому спорту десять (тринадцать с учётом выступления Объединённой команды на Играх 1992 года) золотых Олимпийских медалей. Выйдя на международную арену, СССР стал одной из доминирующих сил в мировом фигурном катании, особенно в парных дисциплинах. Вид спорта пользовался большой популярностью у зрителей, значительную роль в этом сыграли регулярные трансляции соревнований по советскому телевидению.

## История
Когда в СССР закончилась революционная разруха, фигурное катание в стране продолжило развитие, начатое ещё в Российской империи, но в изоляции от остального мира. В 1924 году прошёл первый чемпионат СССР.
В 1960-е года— после полувекового перерыва — страна снова появилась на мировой арене. Первыми вписали свои имена в анналы истории Людмила Белоусова и Олег Протопопов. Впрочем, советские книги предпочитают умалчивать об их заслугах — в 1979 году они стали «невозвращенцами». Ирина Роднина (с двумя разными партнёрами) повторила достижение Хени, став 10-кратной чемпионкой мира и 3-кратной олимпийской чемпионкой.
Конец XX века прошёл под полным доминированием СССР в фигурном катании. В парном катании СССР, а затем и Россия вообще были вне конкуренции, получив «золото» во всех Олимпийских играх с 1964 до 2006. Впрочем, имея огромное преимущество над остальными в парном и танцевальном катании и сильных мужчин, СССР так и не выиграл ни одной золотой медали в женском катании. Ближе всех пришла к заветному титулу Кира Иванова (серебро в чемпионате мира, бронза на Олимпийских играх).

## Развитие дисциплин

### Мужское одиночное катание
С 1924 года проводится чемпионат СССР в мужском одиночном катании (с перерывами). В 1924 и 1927—1928 его выигрывал москвич Юрий Зельдович, а в 1937—1939 и 1941 — ленинградец Петр Чернышёв.
Советская школа фигурного катания основывалась на огромном вкладе Николая Панина-Коломенкина и Татьяны Толмачевой (Гранаткиной), провозглашавшими всестороннее развитие фигуриста, его мастерство как в исполнении обязательных фигур, так и гармоничность в произвольной программе, то есть своеобразный художественно-атлетический стиль. С конца 1950-х годов вышли в лидеры Валентин Захаров (выигрывал чемпионат СССР 1953—1954), Лев Михайлов (1956—1960), Игорь Персианцев (1955), Валерий Мешков (1961—1962, 1964, 1966), Александр Веденин (1963 и 1965) и др.
Наконец советские фигуристы в 1958 году дебютировали и на чемпионате мира. Сергей Четверухин, ученик Толмачёвой, стал 6-кратным чемпионом СССР в 1967—1973, принёс первую медаль чемпионата мира в 1971 году, получал оценки 6,0 за артистизм на чемпионатах мира. Создав не только огромное преимущество в обязательной программе, но и выполнив три тройных прыжка в произвольной, в 1975 году первым советским чемпионом мира стал Сергей Волков, ученик Виктора Кудрявцева. Тренер и балетмейстер Елена Чайковская, продолжив тренировать Владимира Ковалёва, ученика Татьяны Толмачёвой, вывела его к двум победам на чемпионатах мира, в 1977 и 1979, создав яркие по постановкам произвольные программы, Ковалёв выполнял различные тройные прыжки — риттбергер, сальхов и тулуп. В 1981 году на чемпионате мира дебютировал её ученик Владимир Котин с необычайно эмоциональным артистичным стилем.
Тренер Игорь Москвин вывел в лидеры двух учеников с ярким оригинальным стилем — Юрия Овчинникова и Игоря Бобрина (выиграл чемпионат Европы в 1981 и чемпионаты СССР 1978 и 1980—1982). Овчинников в 1975 году впервые исполнял серию медленных шагов, идеально выразив органную музыку Бетховена, за что поражённые судьи поставили оценки 5,9—6,0 за артистизм на чемпионате мира. Бобрин ещё более развил этот стиль, уделяя внимание как артистизму и музыкальности, так и самим элементам, придумывая целые серии шагов на одной ноге в разных направлениях, комбинации из 3—4 прыжков также в разных направлениях, оригинальные спирали, вращения, одним из первых в мире овладел пятью разными тройными прыжками, единственный в мире исполнял т. н. «бобринский прыжок» (придуманный Тамарой Москвиной), с вращением впервые в горизонтальной плоскости.
Тренер Станислав Жук продолжил тренировать Четверухина и Волкова, в 1980-е годы вывел в лидеры Александра Фадеева (выиграл чемпионат мира в 1985, четыре чемпионата Европы (1984, 1985, 1988, 1989) и чемпионат СССР 1983, 1985—1989), выполнявшего ряд рекордных элементов (впервые каскад тройной лутц — тройной тулуп, тройной аксель в каскаде и попытки четверного прыжка), в конце 1980-х годов Фадеев значительно вырос в художественном плане, обретя цельность программ и высокий стиль.
Высокое качество и стиль отличали олимпийского чемпиона и чемпиона мира 1992 Виктора Петренко.

### Женское одиночное катание
После долгого отставания наконец вырвались в лидеры и советские одиночницы. Тренер Станислав Жук развивал художественно-атлетический стиль, присущий советской школе, его ученица Елена Водорезова в 12-летнем возрасте в 1976 впервые в мире выполнила два уникальных, рекордных элемента: каскад двойной флип с тройным тулупом (во-первых, это был первый в истории фигурного катания прыжок «флип» в каскаде с тройным прыжком, во-вторых, первый тройной прыжок в каскаде среди женщин, причём тройной шёл вторым по очереди, в-третьих, первый тройной прыжок в короткой программе женщин) и три тройных прыжка в одной произвольной программе (впервые среди женщин). Именно после Водорезовой лидеры стали включать в программы 2—3 тройных прыжка (на Олимпиаде-1976 лидеры, в том числе Хэмилл, обошлись только двойными). 
Добилась успехов и другая ученица Жука Анна Кондрашова, стиль которой был более музыкальным и пластичным. В 1984 году Кондрашова, ещё под руководством тренера Эдуарда Плинера,  стала первой советской фигуристкой, завоевавшей «серебро» на чемпионате мира.
В декабре 1984 года Татьяна Андреева под руководством Татьяны Мишиной впервые в советской истории выиграла чемпионат мира по фигурному катанию среди юниоров. После серии неудач вышла в лидеры мирового женского одиночного катания Кира Иванова, тренировавшаяся в школе Виктора Кудрявцева, а затем — Елены Чайковской, в 1985—1988 Иванова получала большое преимущество в обязательных фигурах, освоила три разных тройных прыжка. Становилась призёром европейских чемпионатов ученица Игоря Ксенофонтова Наталья Лебедева.

### Парное катание
Первый чемпионат СССР по парному катанию состоялся в 1924 году. Выиграли его Александра Быковская и Юрий Зельдович. Затем соревнования пар на чемпионатах проводились с перерывами. Большое развитие советская школа получила после появления двух выдающихся пар: Раиса Новожилова — Борис Гандельсман (выигрывали чемпионат СССР в том числе в 1937 и 1939 годах) и Татьяна Гранаткина (Толмачёва) — Александр Толмачёв (по разным данным, возможно, в 1937—1938, 1941, 1945—1952). Пары выполняли лишь произвольную программу, в которой стремились достичь наибольшей синхронности, плавности движений, красоты линий, среди элементов были одинарные прыжки, несложные парные и параллельные вращения, поддержки в основном на уровне талии, тодес исполнялся в «старом» варианте, без параллельного, близкого ко льду, расположения партнёрши.
После ухода Татьяны Гранаткиной из любительского спорта, выдвинулись пары Майя Беленькая — Игорь Москвин (выигрывали чемпиоенат страны в 1953—1954) и Лидия Герасимова — Юрий Киселёв (1955—1956), обе пары впервые дебютировали на международных соревнованиях на чемпионате Европы в 1956 года.
В 1957 году победу на чемпионате СССР впервые одержала пара Нина Бакушева (Жук) и Станислав Жук (выигрывали в 1957—1959 и 1961), тренируемые Петром Орловым, прежде всего революционно изменив поддержки, многие из которых выполнялись в позиции, когда партнёрша находилась над головой партнёра, в том числе впервые удерживаемая на одной руке. Однако на первых международных соревнованиях (чемпионате Европы 1957 года) судьи эти поддержки сочли «акробатическими» и слишком рискованными, снизив оценки и поставив пару лишь на 6-е место. Однако уже на следующем чемпионате поддержки засчитали и пара стала второй.
В 1962 году наконец-то добилась победы на чемпионате СССР одна из самых выдающихся пар за всю историю фигурного катания — Людмила Белоусова и Олег Протопопов (дебютировали на союзных первенствах они ещё в 1954 году). Затем они выигрывали чемпионаты СССР по 1968 год, лишь один раз, в 1965 году, уступив первое место. Добилась пара Белоусова — Протопопова успехов и на международной арене, выиграв Олимпийские игры 1964 и 1968 годов, четыре чемпионата мира (1965 — 1968). Всего этого они достигли благодаря исключительной гармоничности программ, тончайшему психологизму (в основном раскрывая образы возлюбленных), идеально воплощая на льду смысл музыки (используя преимущественно классические произведения), внеся новизну во многие элементы (прежде всего в спирали — придумав так называемую «космическую спираль», впервые исполнив тодес на внутреннем ребре и др.), многократно получив оценки 6,0, поведя развитие фигурного катания по пути художественного обогащения программ. С этого времени советская школа вышла в безусловные лидеры мирового парного катания (выиграв с 1964 по 2006 год все двенадцать олимпийских золотых медалей и тридцать два из сорока двух чемпионатов мира с 1965 по 2007 год).
В 1969 году чемпионат Европы сенсационно выиграла пара Ирина Роднина — Алексей Уланов, их тренер С. А. Жук развивал присущий советской школе художественно-атлетический стиль, привнеся в фигурное катание огромную скорость скольжения, ещё более технически усложнив элементы. Роднина — Уланов впервые в мире исполнили параллельный прыжок двойной аксель. С осени 1972 года Роднина выступала с Александром Зайцевым, и рекордно выиграла трижды олимпийские игры (1972, 1976, 1980) и десять чемпионатов мира (1969 — 1979, кроме 1978), чемпионаты СССР в 1970 — 1971, 1973 — 1975, 1977. Пара выполняла тройную подкрутку, поддержки на одной руке до трёх оборотов и др. Успехов добились и другие советские пары: Тамара Москвина — Алексей Мишин, выиграв чемпионат СССР в 1969 году, Людмила Смирнова — Андрей Сурайкин (затем с Алексеем Улановым), Галина Карелина — Георгий Проскурин, Ирина Черняева — Василий Благов (выиграли чемпионат СССР в 1972), Ирина Воробьёва — Александр Власов (выиграли чемпионат СССР в 1976), Надежда Горшкова — Евгений Шеваловский и др. С этого времени уровень пар чемпионатов СССР превосходил порой уровень чемпионатов Европы и даже мира. В 1977 году сенсационно дебютировала пара Марина Черкасова — Сергей Шахрай (выиграли чемпионат мира в 1980, чемпионаты СССР 1978 — 79), тренера С. А. Жука, исполнив на десятилетия опережающий по сложности набор элементов, включая впервые в фигурном катании элемент в четыре оборота — четверную подкрутку, а также затем впервые подкрутку тройной аксель (1978), попытку тройного прыжка (тулуп, 1978), тодеса с многократными сменами позиций партнерши, спуска партнерши с поддержки через сальто (переворотом), необычных вращений и заходов на элементы. В том же стиле работали и пары Марина Пестова — Станислав Леонович (выиграли чемпионат СССР в 1980, 1982 — 83), Вероника Першина — Марат Акбаров (1981), Лариса Селезнёва — Олег Макаров (1984 — 85, 1988 — 89).
Наконец к середине 1980-х годов С. А. Жуку удалось подобрать одну из самых выдающихся пар в истории — Екатерина Гордеева — Сергей Гриньков (выигрывали в 1986—1987, 1989-1990 и Олимпиады в 1988 и 1994 годов, чемпионат СССР в 1987 году и России в 1994), с 1987 года их продолжил тренировать С. Леонович. Шедеврами парного катания стали их произвольные программы на Олимпиадах 1988 и 1994 годов, доведенные до идеала — практически абсолютная синхронность и согласованная техника исполнения всех элементов, особая мягкость и чистота на приземлениях, исключительно сложные поддержки и подкрутки (в том числе четверная в 1987), не случайно Екатерина Гордеева стала самой популярной спортсменкой на Олимпиаде в Калгари.
С конца 1970-х годов ведущим тренером в советской школе парного катания становится Т. Н. Москвина, помимо традиционной сложности элементов, всегда проявлявшая фантазию в придумывании оригинальных, новых, а порой и уникальных элементов, и особенно связующих («элементов между элементами»), добиваясь исключительной гармоничности программ, этот стиль прослеживался у всех её пар. Первыми чемпионами мира в 1981 году стали её ученики Ирина Воробьёва и Игорь Лисовский, затем успеха добились Елена Валова и Олег Васильев (выигрывали в 1983, 1985, 1988, Олимпиаду в 1984, чемпионат СССР в 1986), первыми в мире сделав чисто тройной прыжок (тулуп). Наталья Мишкутёнок и Артур Дмитриев с одной из лучших программ за всю историю «Грёзы любви» на музыку Ф. Листа, в ходе которой полторы минуты исполняли цельную, непрерывную серию разнообразнейших спиралей и тодесов, выиграли чемпионат СССР в 1991 году, чемпионаты мира 1991 и 1992 годов, а также Олимпиаду в Альбервиле.

### Спортивные танцы
Первыми в истории олимпийскими чемпионами в спортивных танцах на льду стали советские фигуристы Людмила Пахомова и Александр Горшков. Все последующие годы борьба за медали в этой дисциплине шла практически только между советскими фигуристами.